# Galagoides
Galagoides (карликовий галаго) — рід лоріподібних приматів родини Галагові (Galagidae).

## Опис
Представники роду мають менші розміри ніж у роді Galago: довжина тіла 16-25 см, хвоста 20-30 см, вага менше 200 г. Вони також розрізняються за будовою черепа і зубною морфологією.

## Класифікація
Рід містить вісім видів:
- Galagoides demidovii
- Galagoides granti
- Galagoides nyasae
- Galagoides orinus
- Galagoides rondoensis
- Galagoides thomasi
- Galagoides zanzibaricus
- Galagoides cocos